# Xaïkh al-Balad
Xaïkh al-Balad (cap de la vila) era un important títol nobiliari d'Egipte durant la major part del segle xviii, portat pel bei més poderós del Caire. Els paixàs o governadors representants del sultà van perdre el poder efectiu que va passar a mans dels principals caps militars, primer els comandants de les unitats de geníssers i després als beis mamelucs. Aquests acceptaven nominalment la sobirania otomana. El poder d'un bei derivava de lluites pel poder entre les diverses faccions de beis. El bei més poderós portava com a títols Amir Misr (emir d'Egipte, en realitat emir del Caire), Kabir al-Kawn (El "gran del poble" en el sentit de "Dega dels Mamelucs") i Kabir al-Balad ("El Dega de la Vila"), fins que el xaïkh al-Balad va substituir a aquestos títols. El xaïkh al-Balad tenia l'autoritat al Caire però no a tot l'Egipte i especialment no a l'Alt Egipte on els xeics de les tribus àrabs eren autònoms. El primer que el va utilitzar fou Muhammad Bey Çerkes a la primera dècada del segle. El 1726 i 1730 la Porta otomana s'oposava a aquest títol i amenaçava de mort a qui l'utilitzes, però després s'hi van acabar acomodant i fou reconegut pel sultà en un edicte el 1746. A la segona meitat del segle els Shaykhs al-Balad pertanyeren a la facció Kazdughli, sent el més famós Alí Bey al-Kabir (1760-1773) conegut com a Bulut Kapan (el que atrapa als nuvols) que es va proclamar sultà (1769) al que va succeir (després que es va girar contra el seu cap) el seu mameluc Muhammad Bey Abu l-Dhahab (1373-1375), el qual es va sotmetre als otomans.